# Diacavolinia strangulata
Diacavolinia strangulata is een slakkensoort uit de familie van de Cavoliniidae. De wetenschappelijke naam van de soort is voor het eerst geldig gepubliceerd in 1823 door Deshayes.